# Shlomo Avineri
Ne doit pas être confondu avec Shlomo Aviner.
Shlomo Avineri (en hébreu : שלמה אבינרי), né Jerzy Wiener le 30 août 1933 à Bielsko (voïvodie de Silésie) et mort le 1er décembre 2023 en Israël, est un politologue et historien israélien, idéologue social-démocrate, originaire de Pologne, professeur de sciences politiques à l'université hébraïque de Jérusalem. 
Il est ancien directeur général du ministère des Affaires étrangères israélien. Il était membre du National Democratic Institute, lauréat du prix Israël (1996) et membre de l'Académie israélienne des sciences et lettres depuis 2012.

## Biographie
Shlomo Avineri naît en 1933 dans une famille juive de culture allemande de Bielsko en Silésie. À six ans, il émigre avec ses parents en Palestine. Il étudie l'histoire et les sciences sociales à l'université hébraïque de Jérusalem, ensuite à la London School of Economics.
Après 1973, il devient professeur à l'université hébraïque de Jérusalem. Entre 1975 et 1977, il est directeur général du ministère des Affaires étrangères d'Israël, nomination faite par le ministre Yigal Allon.
En 1979, il est membre de la commission israélo-égyptienne pour les problèmes culturels. Pour quelque temps, il est doyen de la Faculté de sciences sociales, et directeur de l'Institut d'études européennes de l'université hébraïque de Jérusalem. 
Comme professeur invité, il enseigne à l'université Yale, à l'université Cornell, à l'université de Californie, à l'université d'Oxford, à l'université Wesleyenne, à l'université nationale australienne, à l'université de l'Europe centrale de Budapest, à l'Institut frère et sœur Scholl de l'université de Munich.
Le professeur Avineri est aussi membre du Comité International de Conseil et de Rédaction du Conseil Israélien aux Affaires étrangères.